# 芦溪县
芦溪县是中国江西省萍乡市下辖的一个县，地处袁水河上游流域，境内东南面多山，地势较高，西北低平。县境东邻宜春市，西接城关区、湘东区，北靠上栗县，南毗莲花县、安福县，境内多丘陵山地，属亚热带温润季风气候，縣政府駐蘆溪鎮人民西路。

## 行政区划
芦溪县下辖5镇，5乡：

芦溪镇、宣风镇、上埠镇、南坑镇、银河镇、源南乡、长丰乡、张佳坊乡、新泉乡和万龙山乡。
根據第七次人口普查數據，截至2020年11月1日零時，蘆溪縣常住人口為26.01萬人，蘆溪縣户籍總人口31.15萬人，總户數9.3萬户。

## 交通
- 320国道过境。
- 沪昆铁路：芦溪站
- 规划长沙到赣州高速线：芦溪南站

## 历史
芦溪历史悠久。早在5000年前，芦溪就有先民居住。春秋时期，芦溪属吴。战国时期，芦溪属楚。
秦始皇统一中国，实行郡县制，芦溪属长沙郡。西汉时期，分天下为12州，芦溪属扬州豫章郡宜春县。
三国时期，芦溪属吴国，东吴宝鼎二年（267），吴国国君乌程侯孙皓，将宜春西部的广袤之地划出，设立萍乡县，置县治于芦溪古岗（现芦溪镇古城村）。
芦溪经历三国、两晋、南北朝、隋、唐等朝代，唐武德二年（619），县城迁到现萍乡市城区凤凰池。
芦溪作为萍乡历史上的早期县城，经8个朝代353年。县城搬迁之后，在唐、宋、元、明、清、中华民国时期，芦溪仍然不失萍乡县的重要经济文化地区的地位。
三国东吴宝鼎二年（267年）将萍乡从宜春划出，设立萍乡县，县治芦溪古冈。至唐武德三年（619年）一直为萍乡县治所在地。
1980年，同意萍乡市设立城关区、上栗区、湘东区、芦溪区。
1997年11月13日，国务院批复：同意撤销萍乡市芦溪区，设立芦溪县。
1990年2月17日，设立源南乡。1993年5月29日，撤销南坑乡，设立南坑镇。
1995年12月12日，撤销银河乡，设立银河镇。
2000年，芦溪县辖5个镇、7个乡：芦溪镇、宣风镇、上埠镇、南坑镇、银河镇、长丰乡、张佳坊乡、新泉乡、麻田乡、华云乡、万龙山乡、源南乡。
2003年9月4日，撤销麻田乡，成建制划归新泉乡管辖；撤销华云乡，成建制划归万龙山乡管辖。

## 物产资源
已探明和开采的矿产资源30余种，其中煤炭、石灰石、瓷土、粉石英、矿泉水、花岗岩、高岭土储量丰富。
境内动物品种繁多，野生的珍稀动物有华南虎(目前在其境内已没有踪迹)、黄腹角雉、白鹇、娃娃鱼等60余种（其中兽类20余种、鸟类30余种）。
珍稀的植物有红豆杉、银杏、黄山松、水桠木等。山上林木64类400余种，药用植物500余种，森林覆盖率62.7％，是萍乡的重点产林区、茶叶区和中药材区。

## 观光
- 武功山